# Chinchimane

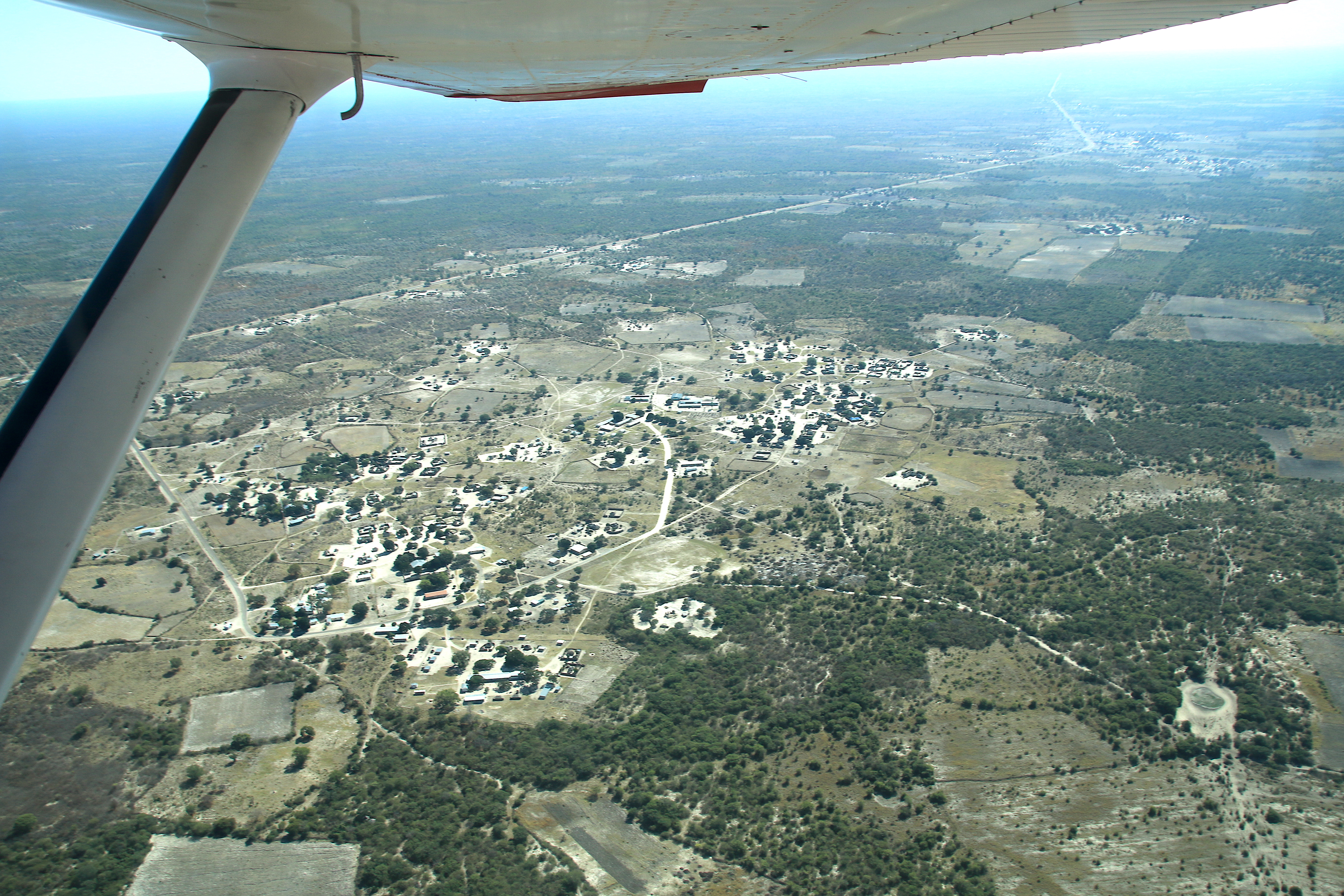
Chinchimane (2019)
Blick Richtung Norden

Chinchimane (auch Chinchimani) ist eine Ansiedlung im Osten der namibischen Region Sambesi. Sie liegt im Wahlkreis Sibinda und ist traditioneller Sitz der Mafwe-Könige.
In Chinchimane wird alljährlich am ersten Sonntag im Oktober das Lusata-Festival begangen. Lusata bezeichnet das königliche Zepter der Mafwe. Zudem befindet sich hier das traditionelle Gericht, Mafwe Khuta.
Die Ansiedlung verfügt über eine Grundschule.